# 守護惑星
守護惑星（しゅごわくせい）は、占星術で黄道十二宮のそれぞれを支配すると考えられている（占星術的）惑星である。守護星、支配星、ルーラーとも呼ばれる。

## インド占星術および天王星の発見以前の西洋占星術における守護惑星
インド占星術および天王星の発見以前の西洋占星術では、肉眼で確認できる6つの惑星（水星、金星、地球、火星、木星、土星）と太陽と月が、それぞれ1つないし2つの宮を支配するとされていた。対応は以下のようになる。
- 太陽 - 獅子宮
- 月 - 巨蟹宮
- 水星 - 双児宮と処女宮
- 金星 - 金牛宮と天秤宮
- 地球 - 金牛宮
- 火星 - 白羊宮と天蠍宮
- 木星 - 人馬宮と双魚宮
- 土星 - 磨羯宮と宝瓶宮

この配置は、獅子宮から磨羯宮を昼の宮、宝瓶宮から巨蟹宮を夜の宮とし、太陽と月を中心に、各惑星を太陽から近い順に線対称に配置したものとされている。

## 天王星の発見以後の西洋占星術における守護惑星
天王星、海王星、冥王星が発見されると、それぞれ、宝瓶宮、双魚宮、天蠍宮を支配すると考えられた。この場合、土星、木星、火星はその宮の副支配星という位置づけになる。
- 太陽 - 獅子宮
- 月 - 巨蟹宮
- 水星 - 双児宮と処女宮
- 金星 - 金牛宮と天秤宮
- 地球 - 金牛宮 （副）
- 火星 - 白羊宮、天蠍宮（副）
- 木星 - 人馬宮、双魚宮（副）
- 土星 - 磨羯宮、宝瓶宮（副）
- 天王星 - 宝瓶宮
- 海王星 - 双魚宮
- 冥王星 - 天蠍宮

いまだに水星と金星が2つの宮を支配しているが、これらも新たな惑星が発見されたときに副支配星にまわるとされている。なおインド占星術および伝統的な西洋占星術では、天王星、海王星、冥王星を使用しない。

## 守護惑星の占星術的な意味
西洋占星術においてもインド占星術においても、各惑星は、自分の支配する宮を通過するときに影響力を強めるかよい影響をもたらし、その反対側の宮を通過するときに影響力を弱めるか悪い影響をもたらす、とされている。

## 守護惑星に関する異説
西洋占星術では小惑星、特にケレス、パラス、ジュノー、ベスタ、キロンを使用することがあるが、これらもいずれかの宮を支配するとする説がある。この場合、前四者は処女宮、キロンは人馬宮の副支配星とされる。また、一部の占星術師は地球を金牛宮の守護惑星にするべきだと主張している。水星の内側の軌道にバルカンなる惑星が存在するという説が天文学界に提唱された際には、占星術ではバルカンは処女宮の守護惑星になるだろうといわれた。イギリスの占星術師ウォルター・バーグは黄道上に存在するへびつかい座を加えた上で黄道十二宮ではなく黄道上の星座で占う13星座占星術を提唱した際、へびつかい座の両側の星座であるさそり座、いて座に対応する天蠍宮、人馬宮を支配する冥王星、木星をへびつかい座の守護惑星とした。

## 冥王星について
2006年の惑星の新定義の決定によって冥王星は準惑星に分類しなおされることとなったが、占星術では依然として冥王星は（伝統どおり太陽や月と同様に）惑星とみなされている。なお、この観点からすると、エリスもまた占星術では惑星として扱われ、金牛宮、双子宮、処女宮または天秤宮を与えられる可能性がある。冥王星よりも直径が大きく、冥王星を惑星の座から引きずり降ろすという、人類に対しても大きな実績をすでに持っているからである。